# 小島美穂
小島美穂（こじま みほ、1979年7月7日 - ）は、徳島県出身の女優。元ジャパンアクションエンタープライズ所属。

## 経歴
2004年特捜戦隊デカレンジャーのデカピンクのスーツアクトレスを務めた。素顔でも怪人に襲われる役などでよく登場する。JAE退団後も舞台やテレビ番組や多数のエキストラを中心に活躍している。
JAE退団以降はスーツアクターの仕事がなかったが、2011年の『海賊戦隊ゴーカイジャー』と映画『ゴーカイジャー ゴセイジャー スーパー戦隊199ヒーロー大決戦』でおよそ6年ぶりにオリジナルのデカピンク役を演じると、同時におよそ5年ぶりに本格的にスーツアクター活動に一時復帰した。

## 出演

### 特撮テレビドラマ
- スーパー戦隊シリーズ
  - 爆竜戦隊アバレンジャー（2003年 - 2004年）
  - 特捜戦隊デカレンジャー（2004年 - 2005年）デカピンク[1]、OL（第47話） 役
  - 魔法戦隊マジレンジャー（2005年 - 2006年）OL（第20話） 役
  - 轟轟戦隊ボウケンジャー（2006年 - 2007年）ボウケンピンク（代役）[要出典]
  - 獣拳戦隊ゲキレンジャー（2007年 - 2008年）
  - 海賊戦隊ゴーカイジャー（2011年 - 2012年）デカピンク（スーツアクトレス）[要出典]
  - 非公認戦隊アキバレンジャー シーズン痛（2013年）
- 仮面ライダーシリーズ
  - 仮面ライダー響鬼（2005年 - 2006年）
  - 仮面ライダーカブト（2006年 - 2007年）
  - 仮面ライダー電王（2007年 - 2008年） 女性A（第13話） 役
  - 仮面ライダーディケイド（2009年）
  - 仮面ライダーオーズ/OOO（2010年 - 2011年）

### 映画
- 特捜戦隊デカレンジャー THE MOVIE フルブラスト・アクション（2004年9月11日公開） - デカピンク[2] 役
- 仮面ライダーシリーズ
  - 劇場版 仮面ライダー響鬼と7人の戦鬼（2005年9月3日公開）ワーム・サナギ形態[3]
  - 劇場版 仮面ライダーカブト GOD SPEED LOVE（2006年8月5日公開）
  - 劇場版 仮面ライダー電王 俺、誕生!（2007年8月4日公開）
  - 劇場版 仮面ライダー電王&キバ クライマックス刑事（2008年4月12日公開）
  - 劇場版 仮面ライダーキバ 魔界城の王（2008年8月9日公開）
  - 劇場版 さらば仮面ライダー電王 ファイナル・カウントダウン（2008年10月4日公開）
- ゴーカイジャー ゴセイジャー スーパー戦隊199ヒーロー大決戦（2011年）デカピンク[4]

### Vシネマ
- 仮面ライダーカブト 超バトルDVD 誕生!ガタックハイパーフォーム!!（2006年）
- 特捜戦隊デカレンジャー 10 YEARS AFTER（2015年） - デカピンク[5]

### イベント
- JAE NAKED LIVE  がんばろう 日本！」（2011年）ゲスト出演